# Aziz Ibragimov
Aziz Ibragimov je uzbecký fotbalový záložník a reprezentant, hráč klubu Buxoro FK. Je ofenzivním typem záložníka, může nastoupit i v útoku.

## Klubová kariéra
Svoji fotbalovou kariéru začal v klubu Traktor Taškent. Mezi jeho další angažmá patří: Shurtan Guzar, FK Mash'al Mubarek, ŠK Slovan Bratislava, Bohemians 1905, Qingdao Jonoon, FK Baník Most, SK Dynamo České Budějovice, FK Andijan, FK Dinamo Samarqand, Buxoro FK.

## Reprezentační kariéra
Reprezentant Uzbekistánu. Zúčastnil se Asijských her v roce 2007.